# Pierre Pasquier (altiste)
Pour les articles homonymes, voir Pierre Pasquier et Pasquier.
Pierre Pasquier (né le 14 septembre 1902 à Tours et mort le 5 mars 1986 à Neuilly-sur-Seine) est un altiste français.
Élève de Maurice Vieux il obtint son premier prix d'Alto en 1922, Pierre Pasquier fonde le trio Pasquier avec ses frères Jean et Étienne, dès sa sortie du Conservatoire de Paris, en 1927.
Parallèlement, cette carrière de soliste international se double de celle de musicien d'orchestre et de pédagogue. Nommé, en effet, professeur de musique de chambre au Conservatoire, en 1943, il forma de nombreux élèves qui se distinguèrent par leur exceptionnel sens musical.
Dès l'enfance, Pierre Pasquier fit également preuve d'un réel talent de dessinateur qu'il consacra à la caricature.
Son fils Bruno Pasquier est également altiste. Son autre fils Régis Pasquier est violoniste.